# Сонце опівночі
Со́нце опі́вночі — виданий додатковий роман до саги «Сутінки» автором Стефені Маєр. Робота переказує події «Сутінок», але написана з погляду Едварда Каллена замість Белли Свон. Маєр заявила, що Сутінки мала бути єдиною книгою з серії, що вона планувала переписати від Едварда. Для того, щоб дати краще відчути характер Едварда, Маєр дозволила Кетрін Гардвік, режисеру екранізації «Сутінок» і Роберту Паттінсону, актору, який грає Едварда прочитати деякі завершені глави роману в той час, як вони знімали фільм.

## Попередня версія історії
28 серпня 2008 року Маєр зупинила написання «Сонця опівночі» у відповідь на витік з дванадцяти глав незакінченого рукопису в інтернет. Вона заявила: «Якби я спробувала написати „Сонце опівночі“ тепер, в моєму теперішньому настрої, Джеймс переміг би й всі Каллени померли, що не надто збігатиметься з оригінальним сюжетом. У будь-якому випадку, я відчуваю себе занадто сумно через те, що сталося, аби продовжувати роботу над „Сонцем опівночі“, і тому це затягнеться на невизначений термін». Вона виклала дванадцять чорнових розділів у відкритий доступ на своєму сайті для своїх читачів після того, як роман був скомпрометований до передбачуваної дати його публікації. Маєр також заявила, що вона не думає, що рукопис було викладено з будь-яким злим наміром, і не буде давати жодних імен.
У листопаді 2008 року в інтерв'ю Маєр сказала: «Це дійсно складно, бо всі зараз перебувають у сидінні водія, звідки вони можуть робити власні судження. […] Я не відчуваю себе наодинці із рукописом. І я не можу писати, коли я не відчуваю себе самотньою». Вона сказала, що її метою є почекати близько двох років, не чуючи про «Сонце опівночі». Тоді вона зможе почати роботу над романом знову, як тільки буде впевнена, що «всі забули про нього».